# Телевизионная башня (Благовещенск)
Благовещенская телебашня — телевизионная и радиовещательная башня, стальная решётчатая башня, расположенная в Амурской области на территории города Благовещенска. Высота телебашни составляет 180 метров, она является вторым по высоте сооружением Благовещенска после дымовой трубы Благовещенской ТЭЦ (210 м).

## Строительство
Строительство башни пр. 3803 KM началось в 1960 году. В 1964 году телебашня введена в эксплуатацию. 
Общий объем фундамента башни составил 258,8 м3 бетона. Общий вес фундамента – более 650 тонн, общий вес башни — 238 тонн. 

## Оснащение
Цифровую трансляцию обеспечивает передатчик мощностью 5500 Вт. В зону охвата передатчика входит административный центр Амурской области и прилегающие районы.
В ночное время суток на башне включаются прожектора (светодиодные колорченджеры), установленные на самой башне, дающие равномерное освещение конструкций без засветок.

## Эфирная трансляция
С телебашни ведется эфирная трансляция общероссийских обязательных общедоступных телерадиоканалов первого и второго мультиплексов, а также аналоговых радиостанций. Башня находится в ведении филиала РТРС "Амурский ОРТПЦ" (Амурский областной радиотелевизионный передающий центр).

## Галерея

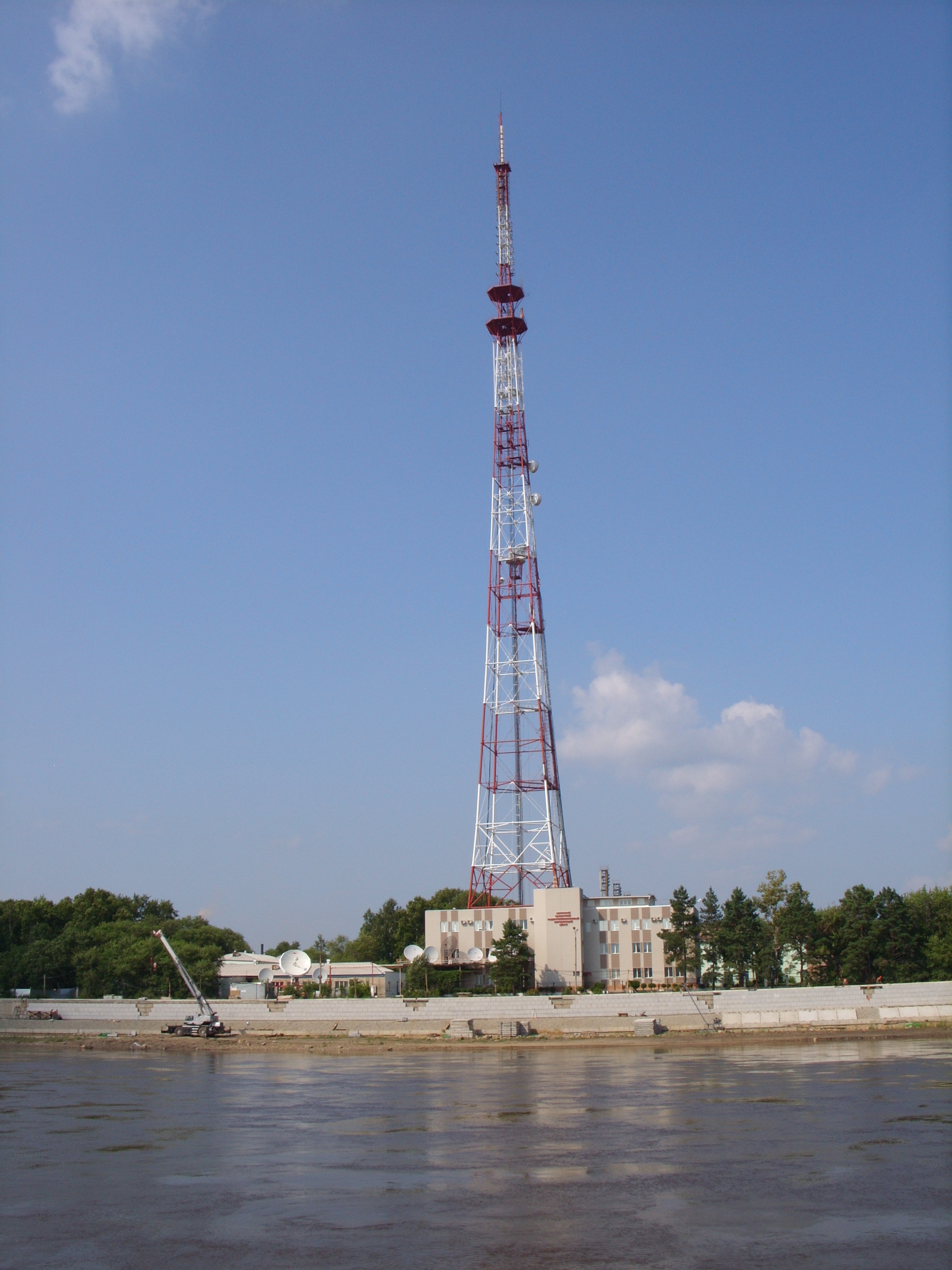
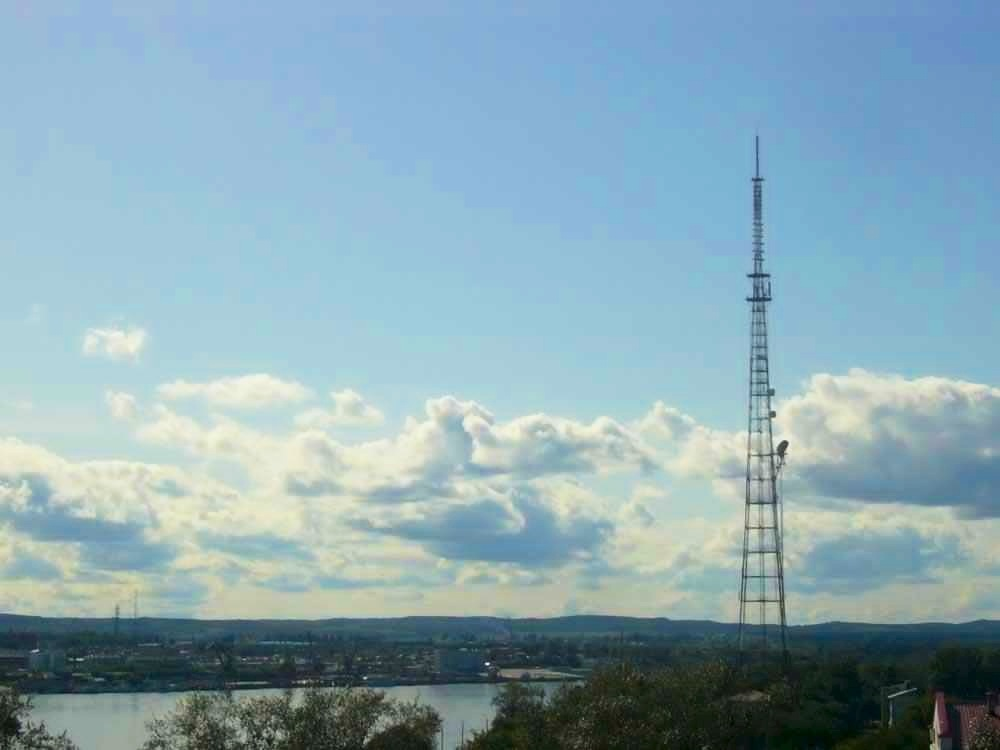
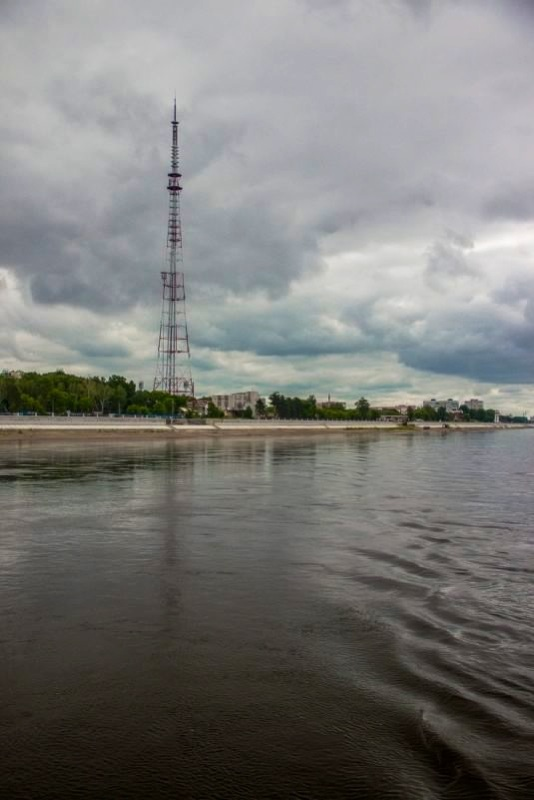
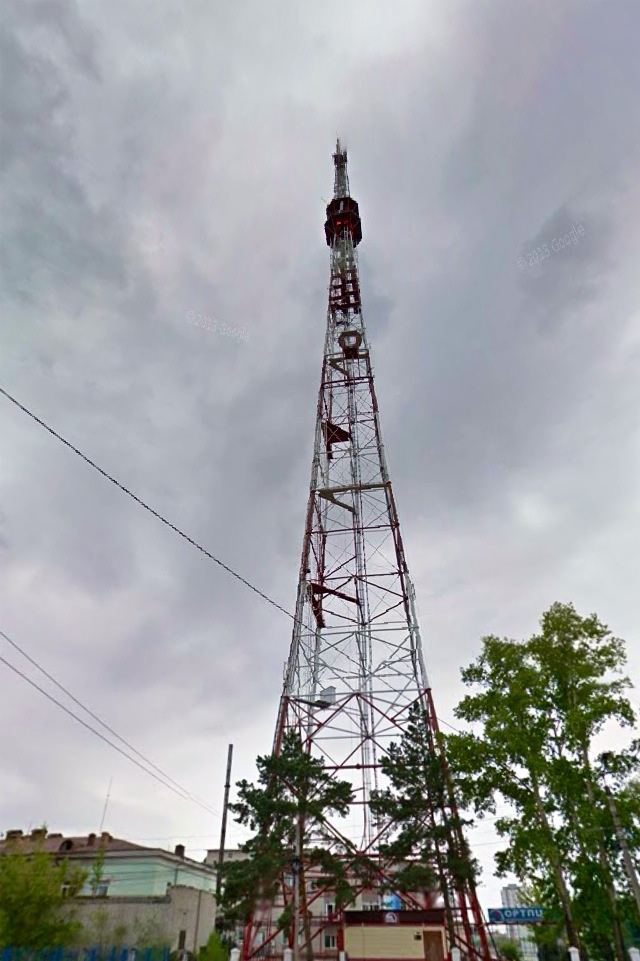